# Kūh-e Kīshmer
Kūh-e Kīshmer (persiska: Kūh-e Kīsmar, کوه کیشمر) är ett berg i Iran.   Det ligger i provinsen Nordkhorasan, i den nordöstra delen av landet, 600 km öster om huvudstaden Teheran. Toppen på Kūh-e Kīshmer är 2 718 meter över havet, eller 689 meter över den omgivande terrängen. Bredden vid basen är 16,3 km.
Terrängen runt Kūh-e Kīshmer är huvudsakligen kuperad. Runt Kūh-e Kīshmer är det ganska glesbefolkat, med 38 invånare per kvadratkilometer. Närmaste större samhälle är Esfejīr, 11,0 km söder om Kūh-e Kīshmer. Trakten runt Kūh-e Kīshmer består i huvudsak av gräsmarker.